# P-12

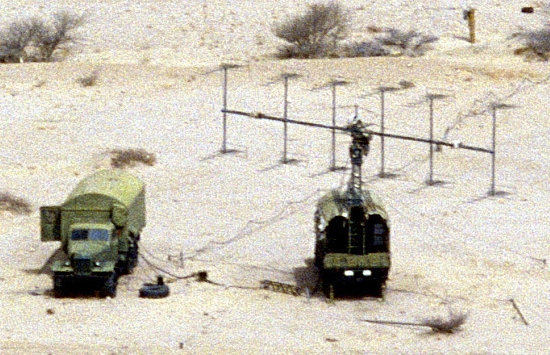
P-12-MA-Radar („Spoon Rest A“) im Jahr 1983.

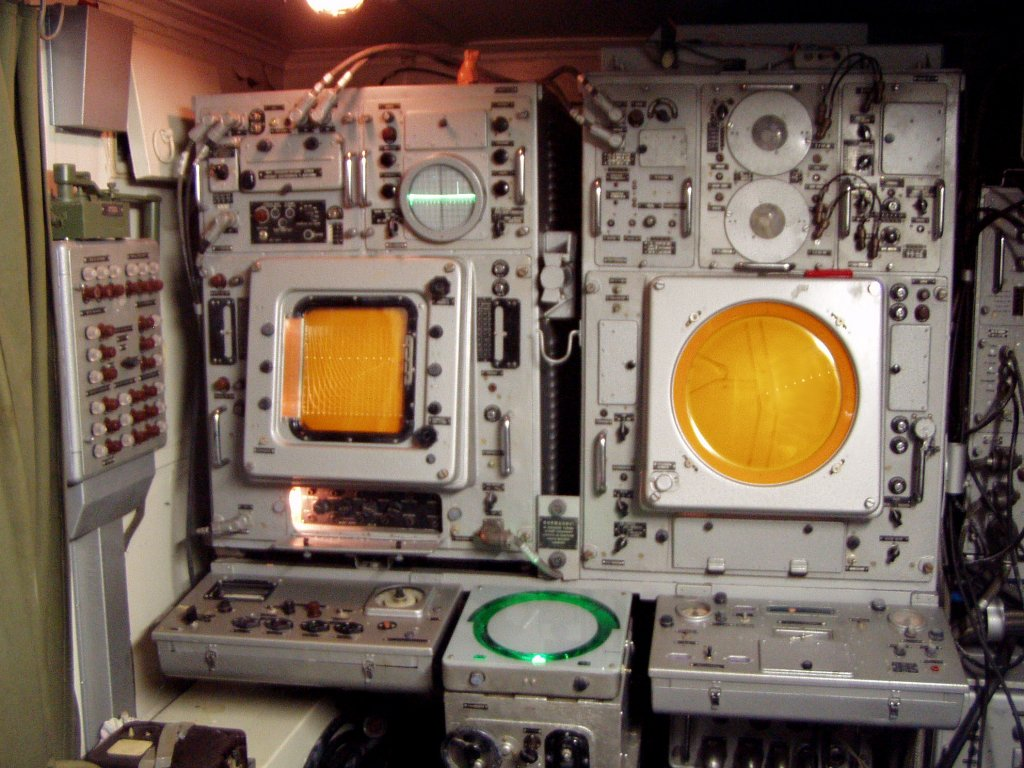
Sichtgeräte des historischen sowjetischen Radargerätes P-12 NP („Spoon Rest B“).

Unter der Bezeichnung P-12 (russisch П-12) wurde ein sowjetisches Radargerät geführt, das mit extrem niedrigen Sendefrequenzen (VHF-Band) arbeitete. Der NATO-Code lautete „Spoon Rest“.
Es wurden mehrere Modifikationen dieses Radargerätes hergestellt:
- P-12 MA: älteste Version auf LKW Typ ZIL-157 (NATO-Code: „Spoon Rest A“)
- P-12 NP: Hängerversion in zwei Hängern Typ 700G (NATO-Code: „Spoon Rest B“)
- P-12 NA: neueste Version auf LKW des Herstellers Uralski Awtomobilny Sawod (NATO-Code: „Spoon Rest C“)

Unterschiede zwischen diesen Stationen bestanden hauptsächlich in den verschiedenen Möglichkeiten der Kopplung an andere Radargeräte, automatisierte Führungsobjekte oder Waffensysteme. Haupteinsatzgebiet der LKW-Versionen war der Fla-Raketenkomplex S-75 „Wolchow“.

## Radargerät
| Technische Daten P-12 | Technische Daten P-12   |
| --------------------- | ----------------------- |
| Frequenzbereich       | 150–170 MHz             |
| Pulswiederholzeit     | 2,77 ms                 |
| Pulswiederholfrequenz | 360 Hz                  |
| Sendezeit (PW)        | 6 µs                    |
| Empfangszeit          | 2,4 ms                  |
| Totzeit               | 377 µs                  |
| Pulsleistung          | 160–250 kW              |
| Durchschnittsleistung | bis 540 W               |
| angezeigte Entfernung | bis 360 km              |
| Entfernungsauflösung  | 900 m                   |
| Öffnungswinkel        | 8°                      |
| Trefferzahl           | über 15                 |
| Antennenumlaufzeit    | ≥ 6 s (stetig regelbar) |

Über dem Rundsichtgerät sind die Blöcke eines sehr effektiven Störschutzsystems zu sehen. Ein in einem Thermostaten arbeitender sehr stabiler Kohärentoszillator und zwei Potenzialspeicherröhren waren der Kern dieses Systems. Es konnte gleichzeitig Festziele und nichtsynchrone Impulsstörungen unterdrücken und war mit einer Windkompensation (MTI) gegen Düppel (Radartäuschung) ausgestattet.